# 조니 토리오

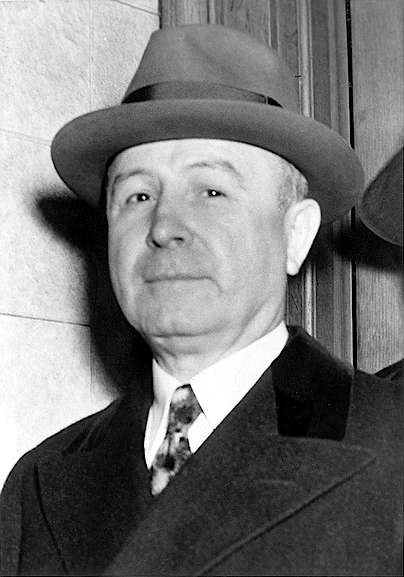

조니 토리오(Johnny Torrio, 1882년 1월 20일 ~ 1957년 4월 16일)는 금주법 시대의 시카고의 갱스터로, 시카고 아웃핏으로 알려진 범죄 조직의 보스였다.키는 5피트 6인치,166cm이다.75세의 나이로 미용실에서 심장마비로 사망하였다.
이탈리아 태생의 미국인 마피아로 1920년대 시카고 아웃핏을 만드는 데 도움을 주었으며 나중에 그의 제자인 알 카포네에게 물려받았다. 토리오는 1930년대에 국가 범죄 조직을 제안했고 나중에 러키 루치아노와 그의 루치아노 범죄 가족의 고문이 되었다.
토리오는 주로 그의 교활함과 기교로 인해 "The Fox"라는 별명을 가지고 있었다. 미국 재무부 관리 엘머 아이레이(Elmer Irey)는 그를 "미국에서 가장 큰 갱스터"로 간주하고 "그는 가장 똑똑했고 모든 불량배 중에서 최고라고 감히 말할 수 있다. '최고'는 도덕이 아닌 재능을 의미한다"라고 썼다. 시카고 범죄위원회의 버질 W. 피터슨(Virgil W. Peterson)은 "조직 천재로서의 그의 재능은 뉴욕시 지역의 주요 갱단 보스들로부터 널리 존경 받았다"고 말했다. 범죄 저널리스트인 허버트 애스베리(Herbert Asbury)는 다음과 같이 단언했다. "지하 문제의 조직자이자 관리자로서 조니 토리오는 미국 범죄 연대기에서 타의 추종을 불허한다. 그는 아마도 이 나라가 지금까지 배출한 실제 지도자에 가장 가까운 사람이었을 것이다."